# Estación de Brañuelas
Estación de Brañuelas vasútállomás Spanyolországban, Villagatón településen.

## Vasútvonalak
Az állomást az alábbi vasútvonalak érintik:
- León-A Coruña-vasútvonal

## Kapcsolódó állomások
A vasútállomáshoz az alábbi állomások vannak a legközelebb: